# دنیل پاتس
دنیل توماس پاتس (به انگلیسی: Daniel Thomas Potts) استاد باستان‌شناسی خاور میانه در دانشگاه سیدنی است. او متخصص تاریخ باستان و آغازین ایران، میانرودان و شبه جزیره عربستان است.

## آثار
- The Archaeology of Elam: Formation and Transformation of an Ancient Iranian State (Cambridge World Archaeology) by Daniel T. Potts (۱۳ اوت ۱۹۹۹)
- Mesopotamia, Iran and Arabia from the Seleucids to the Sasanians (Variorum Collected Studies Series) by Daniel T. Potts (۱ اکتبر ۲۰۱۰)
- Mesopotamian Civilization: The Material Foundations by Daniel T. Potts (۱ ژانویه ۱۹۹۷)
- Companion to the Archaeology of the Ancient Near East (Blackwell Companions to the Ancient World) by Daniel T. Potts (۲۹ مه ۲۰۱۲)
- Ancient Magan: The Secrets of Tell Abraq (In depth guides) by Daniel T. Potts (۱ دسامبر ۱۹۹۹)
- Miscellanea Hasaitica (CNI Publications) by Daniel T. Potts (۱۹ ژانویه ۱۹۸۹)

## ترجمه آثار به زبان فارسی

### کتاب‌ها
- باستان‌شناسی ایلام، ترجمه زهرا باستی، سازمان مطالعه و تدوین کتب علوم انسانی دانشگاه‌ها (سمت)، سال نشر: ۱۳۸۸

### مقالات
- ایران ساسانی و مرزهای شمال شرقی آن: جنگ، دفاع و روابط دیپلماتیک.[۲]
- ایلامی‌ها و کاسی‌ها در خلیج فارس.[۳]
- پرتغالی‌ها در قشم.[۴]
- ساسانیان و اعراب.[۵]
- رویکردهای متفاوت در مناسبات هند و غرب: نمونه‌های هخامنشی و سلوکی.[۶]